# Eien
Eien (japanisch 永延) ist eine japanische Ära (Nengō) von  Mai 987 bis September 989 nach dem gregorianischen Kalender. Der vorhergehende Äraname ist Kanna, die nachfolgende Ära heißt Eiso. Die Ära fällt in die Regierungszeit des Kaisers (Tennō) Ichijō.
Der erste Tag der Eien-Ära entspricht dem 5. Mai 987, der letzte Tag war der 9. September 989. Die Eien-Ära dauerte drei Jahre oder 859 Tage.

## Ereignisse
- 988 Die Landbevölkerung der Provinz Owari bringt den Despotismus und die Misswirtschaft von Fujiwara no Motonaga vor den kaiserlichen Gerichtshof (als „Owari-Beschwerde“ (尾張国解文 Owari no kuni no gebumi) bezeichnet); Fujiwara no Motonaga wird daraufhin im 1. Jahr der nachfolgenden Ära Eiso abgesetzt[2]
- 989 Der Kamogawa tritt über die Ufer